# Condado de Essex (Massachusetts)
El condado de Essex (en inglés: Essex County), fundado en 1685, es uno de los catorce condados del estado estadounidense de Massachusetts. En 2020 el condado tenía una población de 809 829 habitantes y una densidad poblacional de 1644,3 habitantes/milla² (634.9 hab/km²). Actualmente el condado no cuenta con una sede (anteriormente fueron Salem y Lawrence) ya que el gobierno del condado fue abolido en 1999.

## Geografía
Según la Oficina del Censo, el condado tiene un área de 492,52 millas cuadradas (1275,6 km²).

## Demografía

Pirámide de edad en el condado

En el censo de 2000, hubo 723 419 personas, 275 419 hogares, y 185,081 familias residiendo en el condado. La densidad poblacional era de 1,445 personas por milla cuadrada (558/km²). En el 2000 había 287,144 unidades unifamiliares en una densidad de 221 km² (85,3 mi²). La demografía del condado era de 86.44% estadounidenses, 2.60% afroamericanos, 0.23% amerindios, 2.34% asiáticos, 0.04% isleños del Pacífico, 6.20% de otras razas y 2.15% de dos o más razas. 11.04% de la población era de origen hispano o latino de cualquier raza. 5.9% eran de ascendencia alemana, 5.6% francesa, 9.9% inglesa, 18.4% irlandesa, 15.1% italiana. 80.2% de la población hablaba inglés, 1.0% portugués, 10.2% español y 1.4% francés en casa como lengua materna. 
La renta per cápita promedia del condado era de $51,576, y el ingreso promedio para una familia era de $63,746. En 2000 los hombres tenían un ingreso per cápita de $44,569 versus $32,369 para las mujeres. El ingreso per cápita para el condado era de $26,3588 y el 8.90% de la población estaba bajo el umbral de pobreza nacional.